# San Miguel (San Miguel)
San Miguel é um distrito do Peru, departamento de Cajamarca, localizada na província de San Miguel.

## Transporte
O distrito de San Miguel é servido pela seguinte rodovia:
- CA-100, que liga a cidade de Catilluc ao distrito de San Gregorio
- CA-103, que liga a cidade ao distrito de San Pablo[1][2][3]